# Байдавлетово
Байдавлетово (баш. Байдәүләт) — село в Зианчуринском районе Башкортостана, входит в состав Байдавлетовского сельсовета.

## Географическое положение
Расстояние до:
- районного центра (Исянгулово): 34 км,
- центра сельсовета (Серегулово): 6 км,
- ближайшей ж/д станции (Саракташ): 88 км.

## Население
| 1939 | 1959 | 1970 | 1979 | 1989 | 2002 | 2009 |
| ---- | ---- | ---- | ---- | ---- | ---- | ---- |
| 476  | ↘361 | ↘350 | ↘214 | ↘202 | ↗231 | ↘225 |
| 2010 |      |      |      |      |      |      |
| ↘207 |      |      |      |      |      |      |

### Национальный состав
Согласно переписи 2002 года, преобладающая национальность — башкиры (97 %).

## Религия
В селе есть мечеть.

## Известные уроженцы
- Султанов, Файзулла Валеевич (1922—1992) — советский государственный и партийный деятель.